# 本駒込
本駒込（日语：／ Hon-komagome */?）是東京都文京區的町名。現行行政地名為本駒込一丁目至本駒込六丁目。2013年8月1日為止的居住人口有24,880人。郵遞區號為113-0021。

## 地理

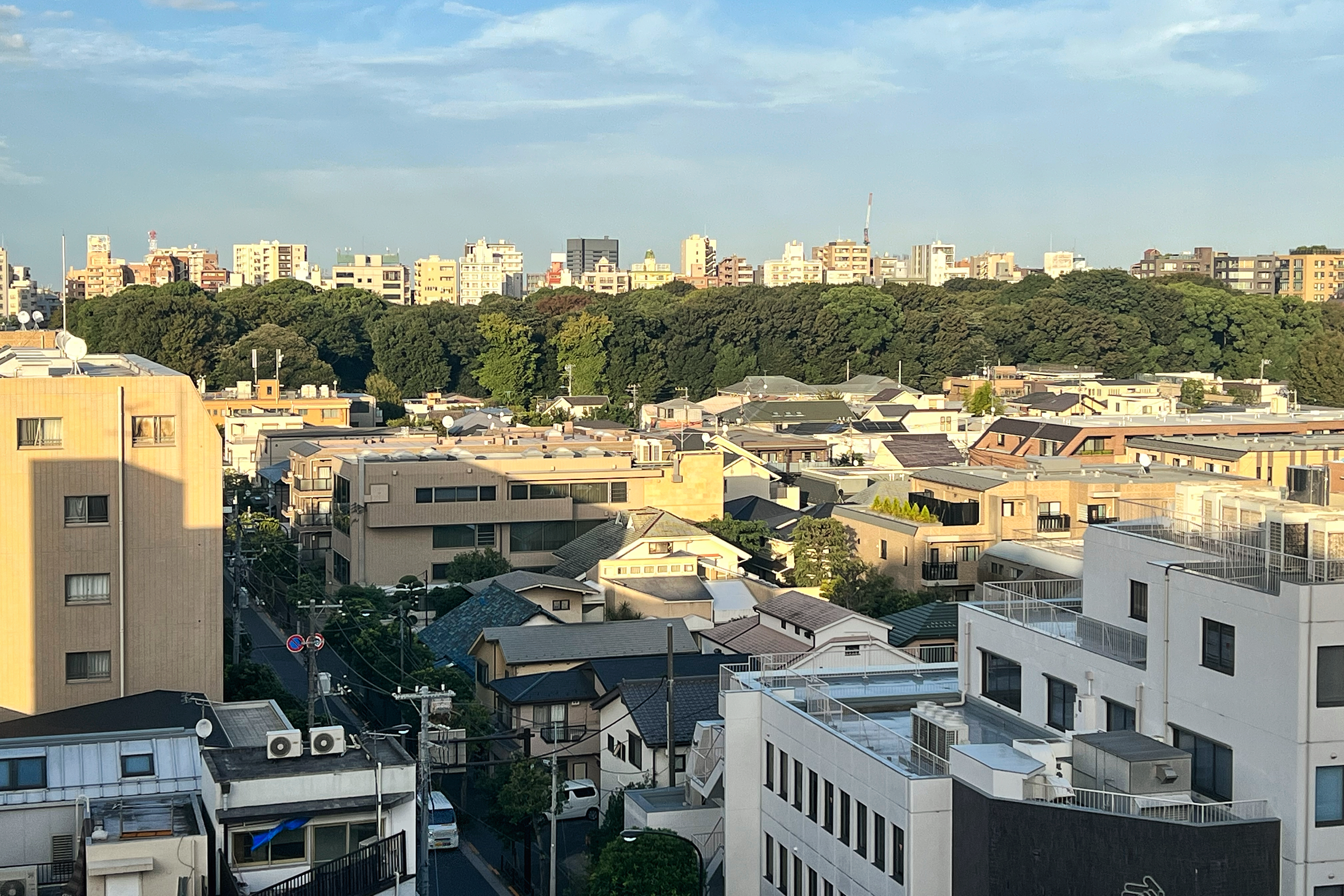
本駒込6丁目附近天际线及六義園

本駒込位於文京區北側，江戶時代為諸藩的下屋敷與武家屋敷，明治時代以後政官財界人士宅邸林立。現在此地是保有山手線內高級住宅街與下町風情兩種樣貌的街區，許多宅邸已改建為大樓、公寓。本駒込六丁目（大和郷）仍保有明治時期宅邸的痕跡。此外，包括駒込富士神社、駒込天祖神社，諏訪山吉祥寺在內，町內寺院眾多，是東京都心中擁有豐富綠地的地區。因地名也作為東京地下鐵南北線站的名，擁有一定知名度。
本駒込內最具代表性的名勝六義園（國家特別名勝），是德川五代將軍德川綱吉側用人柳澤吉保（大老）的下屋敷，是一座為表現和歌的世界而設計的庭園。
岩崎彌太郎（三菱財閥創始人）在明治時期購入，後捐贈給東京都。
本駒込六丁目的大和鄉（やまとむら）是都內首屈一指的住宅街。初代名譽鄉長為若槻禮次郎（第25代、第28代總理大臣）。正田美智子（現上皇后）為了就讀雙葉學園，曾入住俵孝太郎舊邸。現在，眾議院議員鳩山邦夫住在大和鄉。
不忍通旁的本駒込二丁目，有座1998年完工的住商混合設施文京Green Court。商業設施、飲食店等提供完善的生活機能，讓本地除了歷史與自然風貌，也保有都心的便利性。

## 歷史

### 住居表示實施前後的町名
由駒込片町、駒込曙町、駒込富士前町、駒込上富士前町、駒込吉祥寺町、駒込淺嘉町、駒込動坂町、駒込神明町、小石川駕籠町等合併成立。
古代的駒込分為豐島區與文京區，現在的本駒込屬於舊本鄉區。

### 繩文、彌生、江戶、明治時代
本駒込五丁目與豐島區駒込一丁目交界有彌生時代後期的駒込一丁目遺跡，挖掘出超過20座竪穴住居。本駒込五丁目的駒込富士神社內有前方後圓墳，估計是在500年代末期建造的古墳。
本駒込三丁目的動坂遺跡是繩文時代遺跡上建有江戶時代建築的特殊場所。繩文遺跡是繩文中期的居住遺跡與土器。江戶時代遺跡是八代將軍德川吉宗的鷹匠屋敷。現在當地的駒込醫院設有動坂貝塚紀念碑。本駒込與文京、豐島周邊地區在東京圏歷史學上是非常特別的地區。
本鄉通在江戶時代稱為日光御成道，是德川將軍家前往日光東照宮參拜的道路。與本鄉通在上富士前交差點交會的不忍通是在明治之後開通。
本駒込三丁目的諏訪山吉祥寺因明曆大火與江戶大火而遷離，為武藏野市吉祥寺的由來。現在的吉祥寺是諏訪山吉祥寺門前町商人商人移居武藏野所形成的町，並沒有稱為吉祥寺的寺院。寺內有幕末幕臣、後為新政府外交官、閣僚的榎本武揚之墓。
江戶時代（現：本駒込五丁目、駒込一丁目），此地有旗本本鄉丹後守的屋敷，1869年成為維新三傑木戶孝允的別館。木戶晩年在此養病，明治天皇曾2度到此拜訪。戰前被指定為聖蹟，設立行幸之碑。附近有座木戶坂。
今日的街區是從江戶、明治時代開始發展，駒込的地名曾在歷史上多次登場。
駒込以富士講、鷹匠屋敷、名產「駒込茄子」聞名，江戶的孩子間流傳著「駒込是一富士二鷹三茄子」的諺語。

### 地名由來
關於地名由來，一說是過去日本武尊在東夷征伐時，在此地邊界聚集軍馬，馬匹擁簇（「駒混みたり」），因此此地的素盞烏山（いるさやま）改稱「駒込林」，農民居住的村落稱為駒込村。

## 交通

### 鐵道
町內沒有鐵路車站，可利用本駒込站（東京地下鐵南北線，所在地向丘）、駒込站（JR東日本、東京地下鐵南北線，所在地豐島區駒込）、巢鴨站（JR東日本、都營地下鐵三田線，所在地豐島區巢鴨）、千石站（都營地下鐵三田線，所在地在千石）。

### 道路
- 不忍通（東京都道437號秋葉原雜司谷線）
- 本鄉通（東京都道455號本鄉赤羽線）
- 白山通、舊白山通（國道17號）

## 設施
- 六義園 - 元祿8年（1695年），五代將軍德川綱吉將下屋敷賜予大老柳澤吉保，後花7年時間打造庭園。這座回遊式築山泉水的大名庭園與小石川後樂園是江戶二大庭園，現在為國家特別名勝。枝垂櫻十分有名。
- 駒込名主屋敷 - 駒込名主高木家的屋敷。現存的建物是享保2年（1717年）所建造。
- 動坂遺跡 - 本駒込三丁目。繩文時代的住居跡居住遺跡與土器。同地還有江戶時代八代將軍德川吉宗的鷹匠屋敷遺跡。
- 東洋文庫
- 東洋大學甫水會館
- 日本醫師會館
- 駒込富士神社 - 每年富士開山（6月30日～7月2日）為緣日。
- 駒込天祖神社 - 例大祭（9月中旬）
- 諏訪山吉祥寺
- 文京Green Court
- 駒込警察署
- 東京都立駒込醫院
- 龍光寺 - 小笠原氏、京極氏的菩提寺。山號為天澤山。
- 東京都立小石川中等教育學校
- 亞洲文化會館(ABK)
- 京北幼稚園

## 備註
1. ↑  .   [2013-08-07]. （原始内容存档于2013-05-13）.

## 外部連結
- 文京區官方網站